# وولتر باتريك لانغ
 وولتر باتريك لانغ  (إنجليزية:W. Patrick Lang) (ولد 31 مايو 1940) هو ضابط متقاعد في الجيش الأميركي، ومحلل إستخبارات، ومؤلف. بعد أن ترك الخدمة العسكرية كعقيد، عمل في المخابرات الحربية كمدني. قاد تحليل المعلومات الاستخبارية في الشرق الأوسط وجنوب آسيا لوزارة دفاع الولايات المتحدة بالإضافة لجمع المعلومات الإستخباراتية حول العالم في رتبة عالية تعادل ملازم. كما أنه عمل بتدريس اللغة العربية في الأكاديمية العسكرية الأميركية، وعمل ملحقا عسكرياً في السفارة الأميركية بالعاصمة اليمنية صنعاء.